# Kanton Lomme
Kanton Lomme (francouzsky Canton de Lomme) je francouzský kanton v departementu Nord v regionu Nord-Pas-de-Calais. Tvoří ho 10 obcí.

## Obce kantonu
- Beaucamps-Ligny
- Englos
- Ennetières-en-Weppes
- Erquinghem-le-Sec
- Escobecques
- Hallennes-lez-Haubourdin
- Lomme (součást města Lille)
- Le Maisnil
- Radinghem-en-Weppes
- Sequedin